# ГЕС Такісато
ГЕС Такісато (滝里発電所) – гідроелектростанція в Японії на острові Хоккайдо. Знаходячись перед ГЕС Ноканан (30 МВт), становить верхній ступінь каскаду на річці Сорачі, лівій притоці Ісікарі, яка впадає до Японського моря у місті Саппоро (центральна частина західного узбережжя острова).
В межах проекту річку перекрили бетонною гравітаційною греблею висотою 50 метрів та довжиною 445 метрів, яка потребувала 455 тис м3 матеріалу. Вона утримує водосховище з площею поверхні 6,8 км2 та об’ємом 108 млн м3, з яких 85 млн м3 відносяться до корисного об’єму.
Зі сховища під правобережним гірським масивом прокладено дериваційний тунель довжиною 2,8 км з діаметром 8,3 метра. У підсумку ресурс потрапляє до машинного залу, встановлене у якому обладнання має потужність у 57 МВт та розраховане на використання напору у 44,6 метра. За рік воно повинне виробляти 161 млн кВт-год електроенергії.
Відпрацьована вода відводиться назад до Сорачі.